# Руђина Балшић
Руђина Балшић (умрла после 1420) је била супруга Мркше Жарковића, господара Берата, Валоне, Канине и Химаре.

## Биографија
Руђина је била ћерка Балше II Балшића, владара Зете (1378-1385) и Комнине Асен, ћерке Јована Комнина Асена, брата царице Јелене. Руђина се 1391. године удала за Мркшу Жарковића, сина властелина Жарка. Брак је благословио охридски архиепископ јер је између Руђине и Мркше било блиског сродства. Руђина и њена мајка Комнина су 1397. године добиле грађанска права Дубровачке републике. Након смрти Мркше Жарковића (1414), Руђина је преузела контролу над Валоном коју је држала до пада под Турке 1417. године. Непосредно пред турско освајање продала је град Млечанима за 10.000 дуката. Након османског освајања Валоне, Руђина је отпловила за Крф, а потом у Зету код свог нећака Балше III. Балша јој је на управу дао град Будву 1418. године. Млечани у Другом скадарском рату заузимају Будву. Руђина је побегла у Дубровник са будванском ризницом.